# Raúl Páez
Raúl Alberto Páez (Córdoba, 26 maggio 1937 – 1996) è stato un calciatore argentino, di ruolo difensore.

## Carriera
Ha militato nel San Lorenzo per quasi tutta la carriera.
Con la Nazionale argentina ha preso parte ai Mondiali 1962.